# Tomás Armstrong
Tomás Armstrong (1797–1875) fue un empresario y político irlandés nacionalizado argentino, quien ofició como miembro de la junta directiva del Banco Nacional de las Provincias Unidas del Río de la Plata y como director interino del Ferrocarril Central Argentino. La localidad de Armstrong, en el Departamento Belgrano, Provincia de Santa Fe, debe su nombre al empresario.

## Biografía
Armstrong nació en Garrycastle, Irlanda, hijo de Thomas Armstrong y Elizabeth Preaulx, pertenecientes a una familia angloirlandesa. Llegó al Puerto de Buenos Aires por primera vez en 1817, mudándose definitivamente a la Argentina años después. Allí se casó con Justa Pastora Villanueva, una criolla nacida en Buenos Aires, hija de Pedro Esteban Villanueva, nacido en La Rioja y de María Dionisia López Camelo.
Armstrong falleció el 9 de junio de 1875, la noticia de su muerte fue publicada en el diario The Southern Cross.